# Karen David
Karen Shenaz David, född 15 april 1979, är en indiskfödd engelsk skådespelare och singer-songwriter. David släppte sin första singel It's Me (You're Talking To) 2003 och hon har även medverkat som sångerska på DJ Jurgens singel Higher & Higher från 2000.
Hon har även spelat rollen som Layla i The Scorpion King 2 : rise of a warior